# Шенкевич Сергій Іванович
Шенкевич Сергій Іванович (16 серпня 1972, Миколаїв - 20 лютого 2025 ) — український фехтувальник, 2008 р. став дворазовим бронзовим призером ХІІІ Паралімпійських ігор в м. Пекін (Китай) з фехтування на візках (ураження опорно-рухового апарату).
Майстер спорту України міжнародного класу з фехтування на візках (2003 рік). Займається фехтуванням на візках з 1999 року в Миколаївському обласному центрі «Інваспорт». Неодноразовий чемпіон України (шпага, рапіра). Срібний призер чемпіонату Європи 2003 року (шпага). Переможець Кубку світу 2003 року (шпага), багаторазовий призер кубку світу 2007 року.
Тренери — Яновський Г. Е., Христик В. В.
Батьки Сергія Шенкевича і Андрія Комара були друзями, тому і діти дружили з дитинства. Так склалася доля, що в інвалідному візку вони опипнилися майже одночасно. Першим травму одержав Андрій на останньому курсі кулінарного технікума, де вчився на кока. Одного вечора, коли він повертався з дискотеки, хтось із натовпу, що пробігав мимо, на бігу вдарив його ножем в спину. Не пройшло і півроку, як дуже невдало впав з дерева Сергій Шенкевич. Йому повністю пробило хребет штиром огорожі.
Після травми Андрій спочатку займався тенісом, перегонам на візках. Тенісом займався і Андрій Комар, але потім хлопці вирішили спробувати себе у фехтуванні. З тих пір вони практично завжди разом. У готелі завжди жили в одному номері, в одній команді.
Андрій Комар першим став олімпійським медалістом. На літніх Паралімпійських іграх 2004 він став олімпійським чемпіоном з фехтування на шпагах та бронзовим призером з фехтування на рапірах. Сергій Шенкевич посів на тих змаганнях — 6 місце у фехтуванні на шпагах і 8 місце  фехтуванні на рапірах. А у 2008 році на іграх в Пекіні він завоював дві бронзові олімпійські медалі  — на шпагах і шаблях.
Закінчив Миколаївський державний університет імені В. О. Сухомлинського.

## Державні нагороди
- орден «За мужність» III ступеня в 2008 році
- нагороджений Почесною грамотою Кабінету Міністрів України, 2008 р.